# Гайдученко, Вадим Александрович
Вадим Александрович Гайдученко (род. 24 апреля 1995) — белорусский гандболист, выступающий за французский клуб «Бийер» и сборную Белоруссии.

## Карьера

### Клубная
Вадим Александрович Гайдученко начинал профессиональную карьеру в «Машэка» (Могилёв). В 2013 году Гайдученко подписал контракт с клубом СКА Минск. В 2017 году Гайдученко перешёл в румынский клуб «Динамо» (Бухарест), где провел один сезон. Гайдученко выступал за клуб «Сен-Рафаэль Вар» с 2018 по 2022 год. Переход в клуб «Шартр» осуществится летом 2022 года.

### В сборной
Выступает за сборную Белоруссии с 2016 года, провёл 25 матчей и забил 57 голов. Участник чемпионата мира 2017 года, чемпионата Европы 2018 года (15 голов, 9 голевых передач).